# 圣文森特和格林纳丁斯议会
圣文森特和格林纳丁斯议会（英語：House of Assembly of Saint Vincent and the Grenadines）是圣文森特和格林纳丁斯的国家立法机关。

## 體制
议会实行一院制。

## 成員組成
國會共23席，議員15席由單一選區選出，參議員6席由政黨推薦（其中4席執政黨提名、2席反對黨提名）、總督任命，還有檢察總長和由雙方協商選出的議長。

## 任期
每届议会任期5年

## 現況
现任议会议长是蘿芙特（Rochelle Forde），2020年11月就任。
本屆國會眾議員（2020—2025）政黨席次：
- 联合工党（英语：Unity Labour Party）（ULP）9席。
- 新民主党（英语：New Democratic Party (Saint Vincent and the Grenadines)）（NDP）6席。

## 官方網站
- 圣文森特和格林纳丁國會 （页面存档备份，存于）